# 미하우 마르티호비에츠

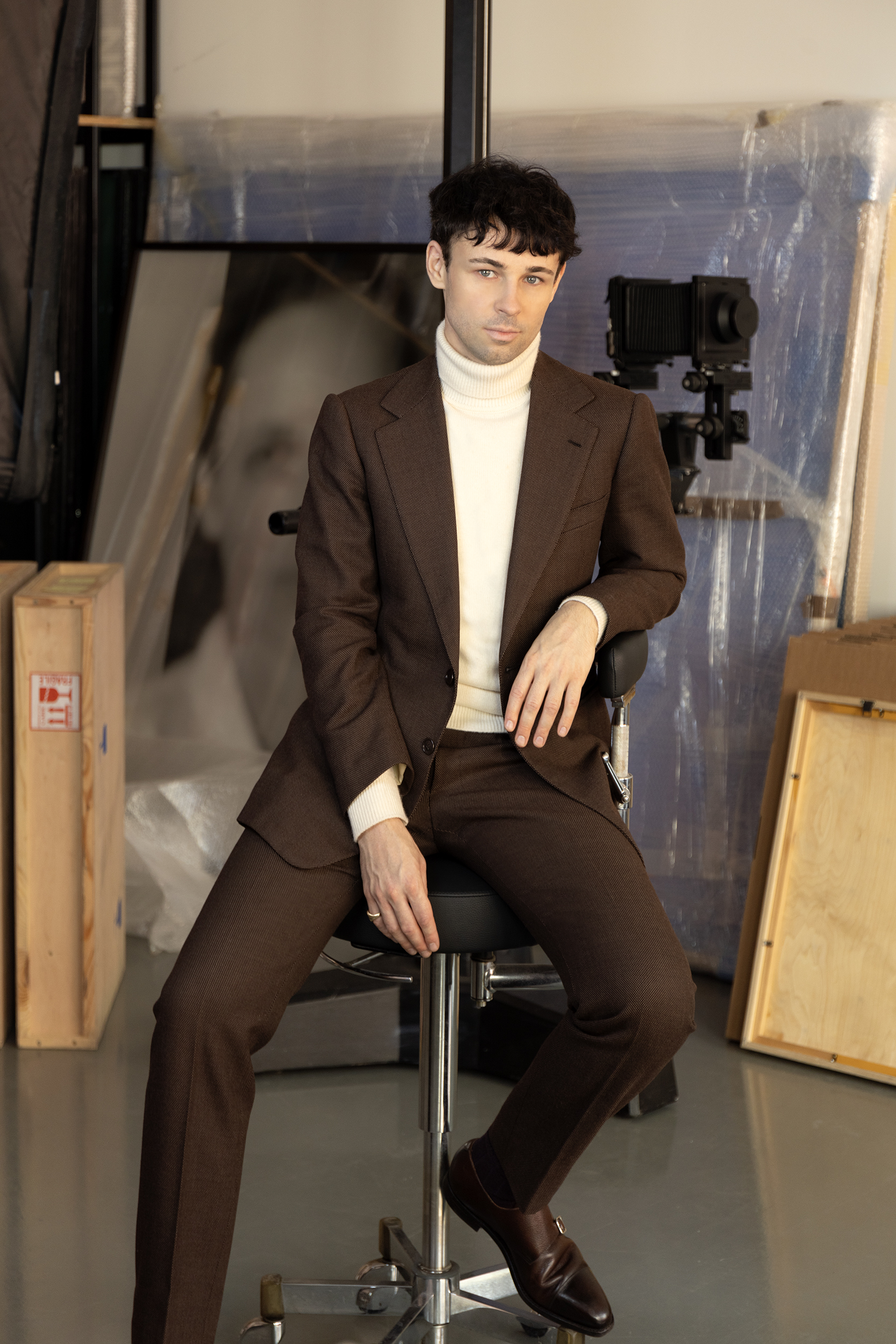

미하우 마르티호비에츠(Michal Martychowiec)는 1987년 폴란드 루블린에서 태어난 영국 런던의 예술 활동가이다.

## 인적사항
폴란드 루블린 출신이며 런던 예술대학교(University of the Arts London)에서의 학사 졸업을 위해 2005년 영국 런던으로 이주하였다. 2007년 런던 커뮤니케이션 대학교(London College of Communication)에서 미술과 디자인 학위자격을 수료하였으며, 2010년 센트럴 세인트마틴스 미술 디자인 대학교(Central Saint Martins College of Art and Design)에서 예술 사진학 대학원 과정을 수료하였다.
2007년부터 사진예술 작품과 비디오 프로젝트, 다양한 미디어를 통해 각 규모의 전시회와 예술의 다양한 방면에서 활동을 시작하였다.

2010년을 시작하며, 그는 패션잡지 스테이지 패션 잡지(Stage Fashion Magazine)의 설립과 발행에 디렉터로 참여하게 되며, 백스테이지 패션 잡지("backStage Fashion Magazine")의 반기 프로젝트 제작 디렉터로서 일을 하게 된다.
최근 그는 다른 사진작품들과 비디오 프로젝트들과 함께 혼합 미디어 사이트 프로젝트 귀아츠도즈비오르 타베드치아(Gwiazdozbiór Łabędzia)와 가든(Garden), 사진 프로젝트 바니토 바니타스(Vanito Vanitas)를 진행 중이다.
그의 작품 활동은 일본 예술가들(가모지 고지, 스기모토 히로시, 노구치 이사무)에게 큰 영향을 받았으며, 또한 20세기 초중반의 폴란드인적인 아트를 재현하는데 큰 관심을 두고 있다.
시리즈 작 "데스티네이션: 더 마운틴"(Destination: The Magic Mountain)은 그의 스타일을 볼 수 있는 첫 작품이자 대표작품이며., 베니스의 팔라조 도나(Palazzo Doná, headquarters of Signum Foundation)에서 어웨이크 앤 드림(Awake and Dream)에 출품된 전시 작품 중 하나이다.
비슷한 시기에 마르티호비에츠는 패션 잡지 분야(Kult, Futu, Tough Crowd, Metal, Androgyn)와 다른 출판사 (European Vogue, Glamour and Vanity Fair creating, directing) 그리고 패션 사진 시리즈 프로젝팅 사업 등등에서 다양히 활동하며 작품 활동을 진행 중이다.